# 散歩道
『散歩道』（さんぽみち）は、日本のロックバンド、JUDY AND MARYの14枚目のシングル。

## 解説
- 1998年（平成10年）2月11日にエピックレコーズよりリリースされた。
- フジテレビ系ドラマ「ニュースの女」主題歌。
- 第49回NHK紅白歌合戦に出場しこの曲を歌った。
- バンド解散後、2000年代後半に『天才!志村どうぶつ園』のエンディングテーマとして使用されていた。

## 収録曲
1. 散歩道 (5:06)
（作曲：五十嵐公太）
JUDY AND MARYの曲の中でも数少ない、五十嵐による作曲。五十嵐の曲がシングルになったのは唯一この曲のみ。彼自身が「こんなすげぇ曲を書けたことに自分が一番驚いている」と、ベスト・アルバム『FRESH』のライナーノーツで語っている。
2. ステキなうた (4:30)
（作曲：恩田快人）
この楽曲がバンドでは最後の恩田快人による楽曲となった。
3. 散歩道 (Backing Track) (5:04)
（作曲：五十嵐公太）

全曲　作詞：YUKI　編曲：JUDY AND MARY

## 収録アルバム
- POP LIFE (#1,2)
- FRESH (#1)
- The Great Escape -COMPLETE BEST- (#1)
- COMPLETE BEST ALBUM「FRESH」 (#1)

## カバー
散歩道
- 2009年、奥田民生（アルバム『JUDY AND MARY 15th Anniversary Tribute Album』収録）。